# 迪爾曼 (密蘇里州)
迪爾曼（英語：Dillman）是位於美國密蘇里州鄧克林縣的非建制地區。

## 地理
迪爾曼所處的海拔為高於海平面80米（即262英呎），而該地所採用的時區為UTC-6，即北美中部時區（CST）。同時該地設有夏令時間，為UTC-6調快一小時，即UTC-5（CDT）。